# Šmatevž
Šmatevž – wieś w Słowenii, w gminie Braslovče. 1 stycznia 2017 liczyła 193 mieszkańców.